# Schloss Studénka
Schloss Studénka liegt in Studénka (dt. Stauding) im Okres Nový Jičín in Tschechien.
Eine kleine Festung aus dem 14. Jahrhundert wurde 1567 in ein zweistöckiges Renaissanceschloss umgebaut. Im 18. Jahrhundert erbaute man in der Nachbarschaft ein Barockschloss. Mitte des 19. Jahrhunderts wurden beide Objekte mit einem ausgedehnten Park umgeben. Das Schloss beherbergt seit dem Jahr 1961 ein Waggonbau-Museum. 
Koordinaten: 49° 43′ 0″ N, 18° 4′ 0″ O